# Лео, Генрих
Генрих Лео (нем. Heinrich Leo; 17 марта 1799, Рудольштадт — 24 апреля 1878, Галле) — немецкий историк и педагог.
Родился и вырос в Рудольштадте, где на него оказал влияние преподававший в гимназии Карл Вильгельм Гёттлинг, в будущем видный филолог. Учился в Бреслау, Йене и Гёттингене, в 1820 году защитил диссертацию и начал преподавать в Эрлангене, затем продолжил работу в Берлине и наконец обосновался в Галле, где его преподавательская деятельность продлилась более четырёх десятилетий. Важнейший труд Лео — пятитомная «История итальянских государств» (нем. Geschichte der italienischen Staaten; 1829—1830). Как публицист придерживался, по большей части, консервативных и католических позиций.